# محوطه چم سوخته ۲
محوطهٔ چم سوخته ۲ مربوط به دوره هخامنشی - دوره اشکانیان است و در شهرستان کوهرنگ، بخش مرکزی، دهستان شوراب تنگزی، ۵۰۰ متری جنوب روستای دهنوی پایین واقع شده و این اثر در تاریخ ۲۷ اسفند ۱۳۸۷ با شمارهٔ ثبت ۲۶۳۱۵ به‌عنوان یکی از آثار ملی ایران به ثبت رسیده است.